# Vert sauge
Le vert sauge est un nom de couleur en usage dans la décoration et la mode pour désigner des nuances de vert grisâtre, d'après la couleur des feuilles de la sauge officinale, dans les cas où les appellations de kaki (d'ailleurs impropre) ou de vert armée ne sont pas souhaitées.
Dans les nuanciers contemporains, on trouve, en peinture pour la décoration, 
sauge 87653sauge 2 ; en fil à broder vert sauge. 
L'expression « vert sauge » est attestée en 1845, pour décrire des céramiques modernes. Elle se trouve dans une description de mode en 1890.
Au XVIIe siècle, le gris sauge est un gris à tendance bleu-violette.